# Pakaur
Pakaur là một thành phố và khu đô thị của quận Pakaur thuộc bang Jharkhand, Ấn Độ.

## Nhân khẩu
Theo điều tra dân số năm 2001 của Ấn Độ, Pakaur có dân số 36.014 người. Phái nam chiếm 53% tổng số dân và phái nữ chiếm 47%. Pakaur có tỷ lệ 61% biết đọc biết viết, cao hơn tỷ lệ trung bình toàn quốc là 59,5%: tỷ lệ cho phái nam là 67%, và tỷ lệ cho phái nữ là 55%. Tại Pakaur, 16% dân số nhỏ hơn 6 tuổi.